# Орден Розы (НРБ)
Орден Розы (болг. Орден на Розата) был учреждён 4 августа 1966 года Указом № 606 Президиума Народного собрания НРБ. Орденом награждались женщины, гражданки иностранных государств, за большие заслуги перед Болгарией, и за укрепление мира и дружбы между народами. Орден имел две степени — 1 ст. (золотой) и 2 ст. (серебряный).